# Pic de Soularac
Le pic de Soularac (2 368 m) est un sommet des Pyrénées françaises dans le département de l'Ariège. Il est le point culminant du massif de Tabe (ou massif du Saint-Barthélemy).

## Toponymie
La toponymie historique du pic de Soularac est complexe pour plusieurs raisons :
- n'étant séparé du pic de Saint-Barthélemy que par 800 mètres environ, les deux sommets n'étaient généralement pas perçus comme clairement individualisés dans les temps anciens, et ne sont pas mentionnés distinctement. Bien souvent, dans les récits historiques, il est impossible de trancher sur la question de savoir si les mentions se rapportent à la partie sommitale du massif, ou bien à l'un ou l'autre des deux pics en particulier ;
- quand bien même une source se réfère à l'un des deux pics en particulier, il y a parfois eu confusion entre l'un et l'autre des sommets. Ainsi par exemple, Maraldi et Cassini (1703) baptisent à plusieurs reprises par mont Saint-Barthélemi ce qui est en fait le pic de Soularac, utilisé comme repère géodésique. Toujours dans cette même source, la mention « pointe la plus orientale de la montagne de Saint-Barthélemi » lève aussi cette ambiguïté et montre les hésitations quant à la toponymie de ce sommet ;
- enfin, le pic de Soularac étant toujours resté « dans l'ombre » du pic de Saint-Barthélemy (bien que plus élevé que ce dernier), il est bien souvent ignoré purement et simplement. Par exemple, aucune carte ne particularise et ne nomme ce sommet avant la carte du ministère de la Guerre (future carte d'état-major) levée puis éditée dans la première moitié du XIXe siècle.

Le pic de Soularac a porté, dans l'Histoire, de  multiples appellations, qui témoignent des hésitations évoquées ci-dessus :
- les toponymes forgés sur l'étang Tort (i.e. « étang tordu », par évocation de sa forme) niché sur ses pentes à 2 097 mètres : pic de l'Estang Tort (vers 1790), pic de l'Estangtot, voire pic de Lestanglot (1827) ;
- les toponymes forgés sur Trimouns (i.e. « trois monts », par évocation de la forme tridentée du sommet) : pic de Trimouns, montagne de Trimouns, Trimouns ;
- enfin, le toponyme officiel actuel pic de Soularac.

En l'absence de sources abondantes, la chronologie pour sérier ces appellations dans le temps reste donc maigre.  Le toponyme Trimouns est pour l'instant le seul attesté pour les périodes anciennes (XIVe siècle - XVIIe siècle), sur des chartes de délimitation du lordadais, tandis que l'option étang Tort prend le largement le pas au XIXe siècle, avant de disparaître totalement au début du XXe siècle, supplantée par nom actuel, Soularac.
Il n'y a pas d'étymologie officielle pour le toponyme Soularac. Selon certaines sources, l'étymologie découlerait de Soula-rac avec une signification proche de « roc au soleil » ou « roc du soleil ». Si cette étymologie est correcte, elle pourrait remonter à des temps très anciens puisque l'étymon *rac n'appartient pas au domaine du latin. Soularac serait alors le toponyme le plus ancien en rapport avec la zone sommitale du massif, les toponymes basés sur Tabor remontant probablement à l'époque de la propagation du christianisme dans la région.
Les toponymes pic de l'Estang Tort et pic de Trimouns ont, eux, des étymologies parfaitement claires (cf. supra).
Il n'existe pas de mention écrite connue du toponyme Soularac avant une date très récente (milieu du XIXe siècle, sur les premières cartes du ministère de la Guerre). Le toponyme le plus ancien ou du moins le plus archaïsant serait donc parmi les derniers à avoir été attesté par écrit. Si la mention pic de Soularac figure bien sur les cartes du ministère de la Guerre dès leur première édition, les levées géodésiques et les relevés toponymiques sur le terrain ont tous été effectués avec le toponyme pic de l'Estangtot.

## Géographie

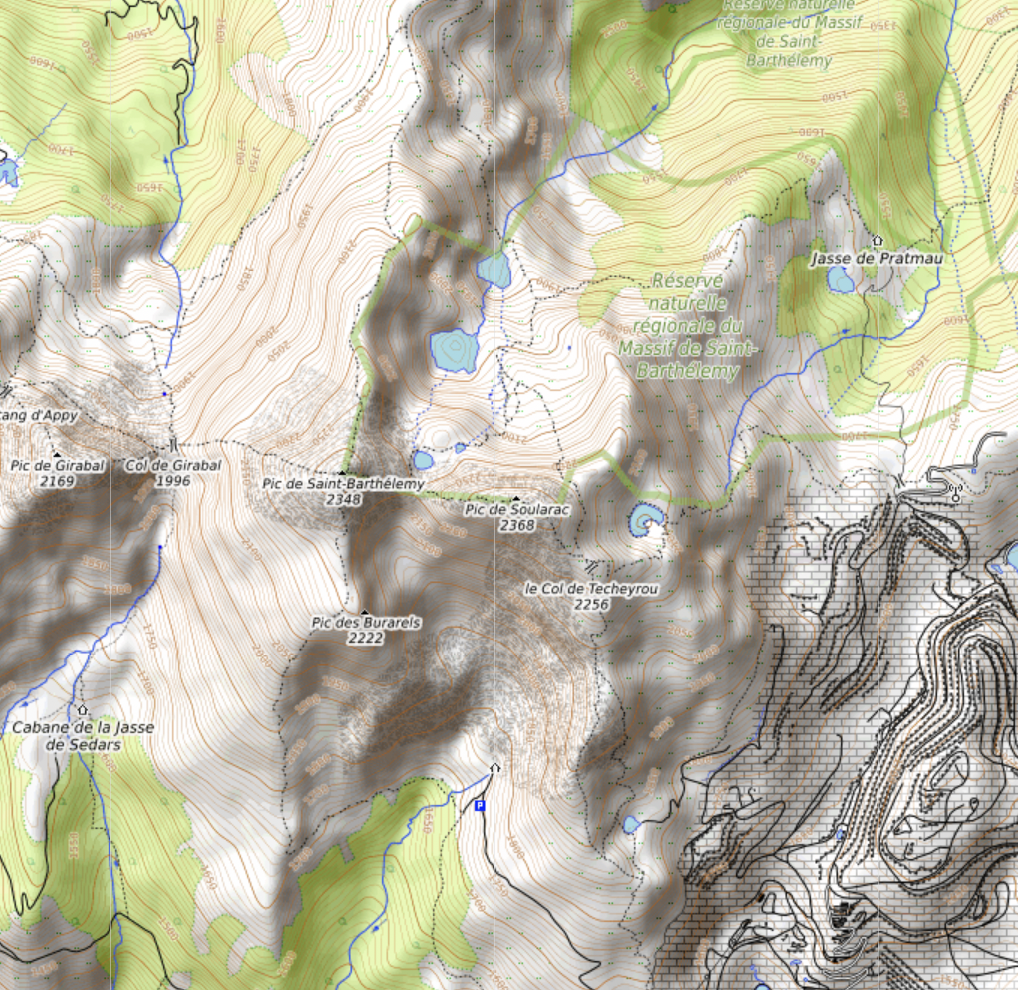
Carte topographique.

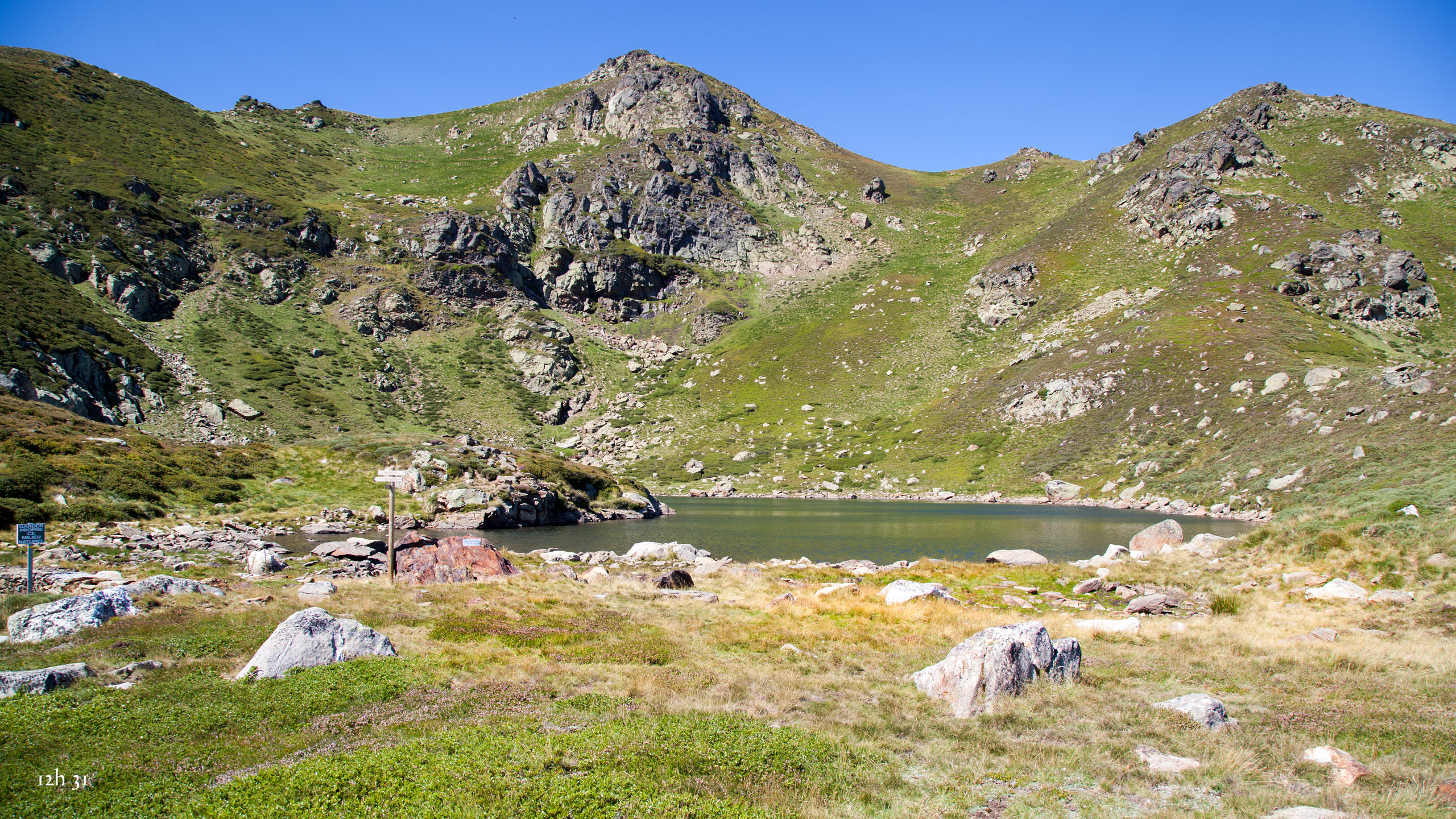
L'étang Tort.

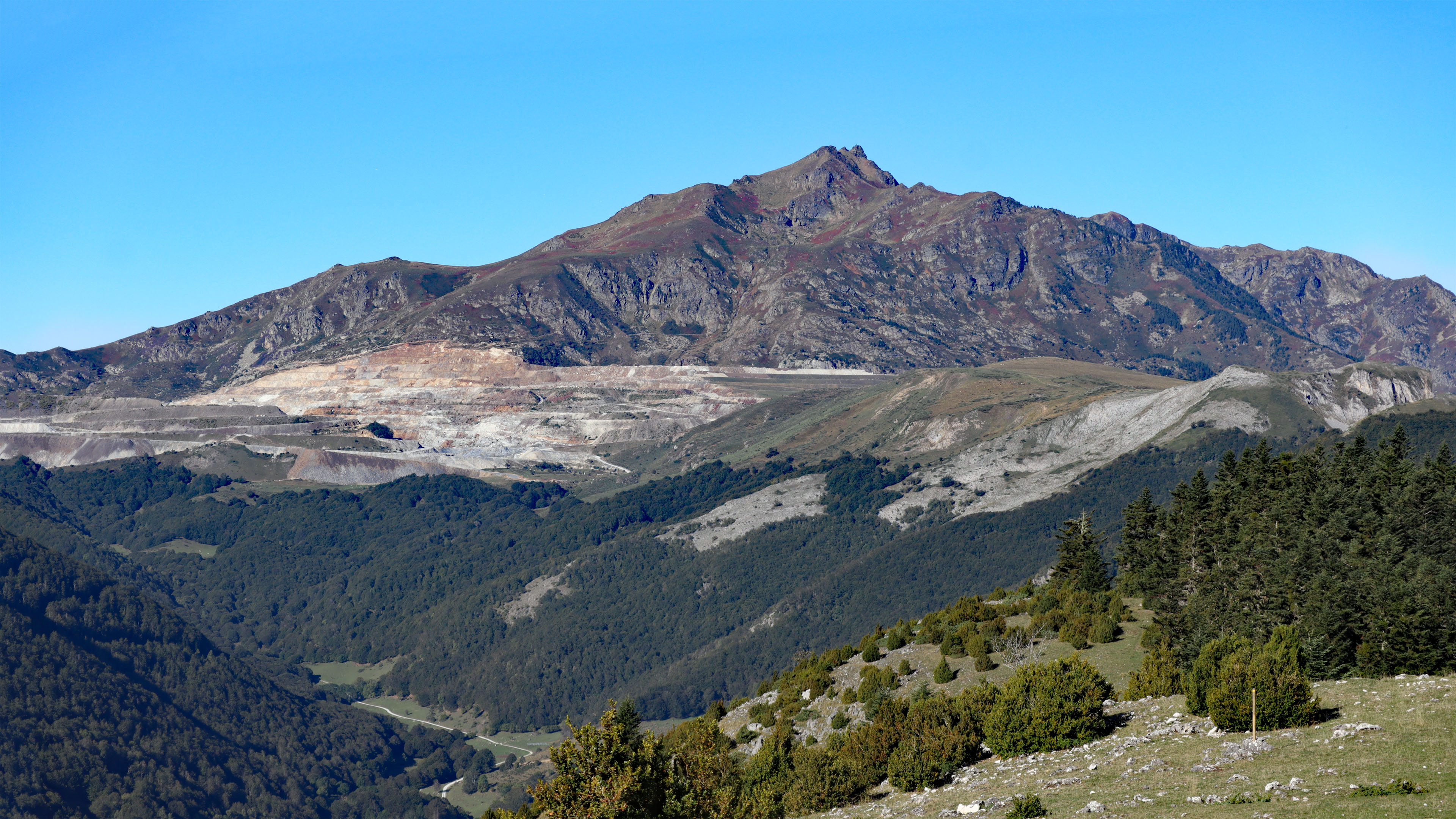
Versant est du pic et carrière de Trimouns.

Administrativement, le sommet se trouve à la limite des territoires communaux d'Axiat et de Montségur à l'est du département de l'Ariège.

### Topographie
Le pic de Soularac se trouve au milieu du massif de Tabe sur la même crête sommitale que le pic de Saint-Barthélemy, situé 800 mètres plus à l'ouest et dont il est séparé par le col du Trou de l'Ours. C'est un pic pyramidal formé de trois arêtes : sur son flanc nord, dans un petit cirque glaciaire, se trouvent l'étang du Diable et l'étang des Truites, son flanc est abrite l'étang Tort.

### Géologie
Sur son versant est, à une altitude de 1 700 m, on note la présence d'un grand gisement de talc, dit talc de Luzenac, exploité à la carrière de talc de Trimouns.

## Histoire

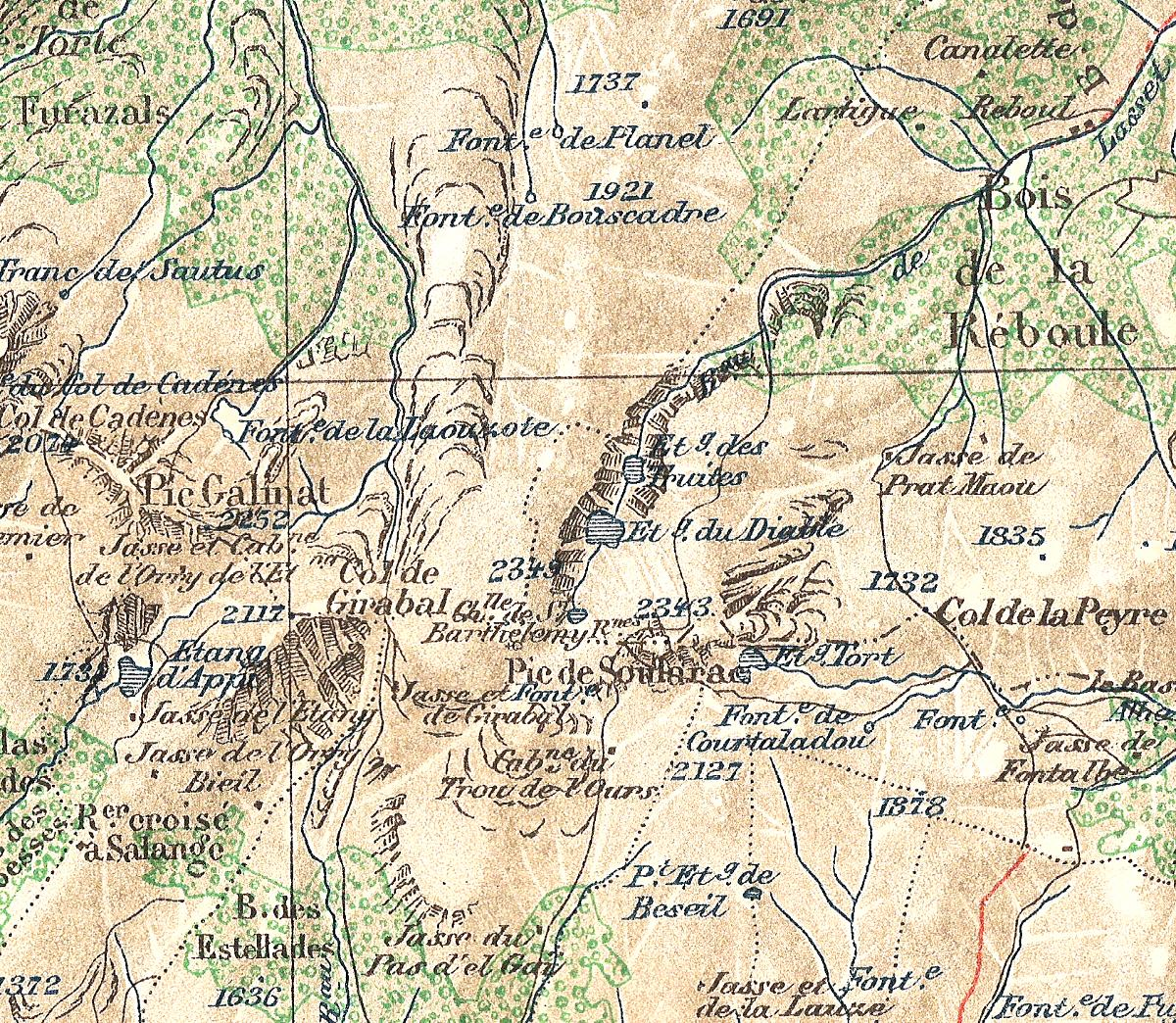
Extrait de la carte Foldex de 1949 avec altitude erronée pour le pic de Soularac.

Pendant presque un siècle (de 1865 à 1940 environ), l'altitude portée sur les cartes d'état-major a été erronée (2 343 mètres au lieu de 2 368 mètres), inversant ainsi la hiérarchie avec le pic de Saint-Barthélemy voisin, et reléguant donc par erreur le pic de Soularac au second rang dans le massif de Tabe. Les relevés effectués sur le terrain en septembre 1826 par les officiers géodésiens Corabœuf et Testu étaient pourtant parfaitement corrects. L'explication admise vient du fait que le sommet du Soularac est constitué de trois pointes, et il semble que ce soit l'altitude de la pointe Est (mesurée par les ingénieurs topographes vers 1840) qui ait été portée par erreur sur les cartes, alors que c'est la pointe centrale qui domine. D'autres éditeurs de cartes ont reproduit l'erreur ; le dernier exemple connu est daté de 1949.

## Voies d'accès
- À partir de la carrière de talc de Trimouns (à l'est) par le col de la Peyre depuis Montségur ou Comus.
- À partir de la station de ski des Monts d'Olmes (au nord-ouest, en 3h) via la Font de la Lauzate, le col de Girabal et le pic de Saint-Barthélemy.
- À partir du vallon du Lasset (au nord-ouest) via les Gourgs (étangs) et le col du Trou de l'Ours.
- À partir de Comus et de la vallée du Basqui via le col de la Peyre (flanc est).